# Щастинська міська територіальна громада
Щастинська міська громада — територіальна громада в Україні, в Щастинському районі Луганської області. Адміністративний центр — місто Щастя. Територією громади протікають річки Сіверський Донець, Айдар, Ковсуг, Євсуг.
Площа громади —  км², населення —  мешканців (2018).
Утворена 12 червня 2020 року шляхом об'єднання Щастинської міської і Трьохізбенської сільської рад Новоайдарського району, а також Передільської сільської і Петропавлівської селищної рад Станично-Луганського району.

## Населені пункти
У складі громади: місто – Щастя; селище – Петропавлівка та села – Войтове, Геївка, Кряківка, Лобачеве, Лопащине, Оріхове-Донецьке, Передільське, Старий Айдар, Трьохізбенка.